# امام‌الحرمین جوینی

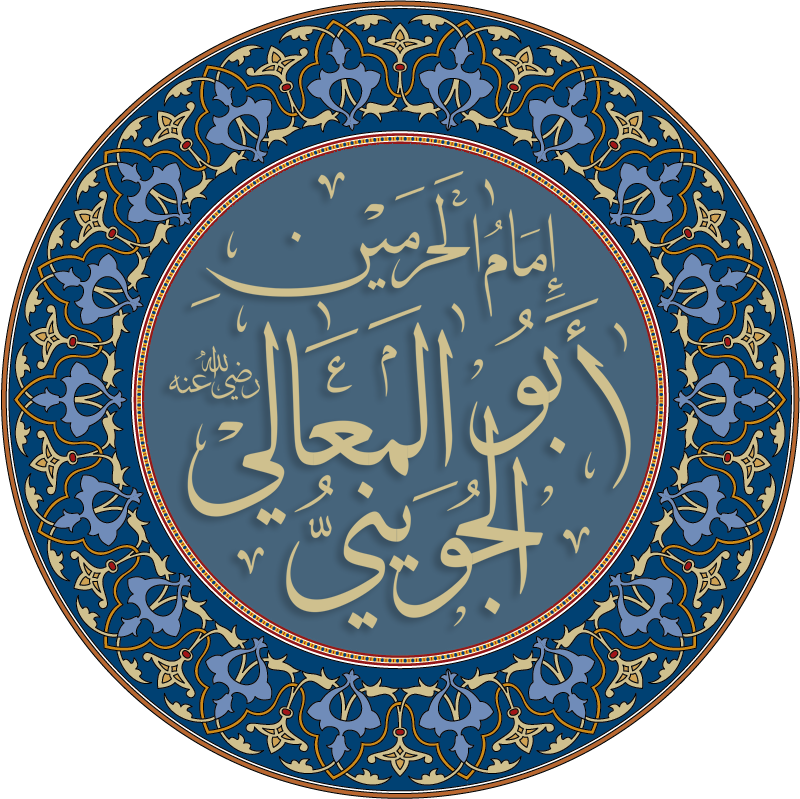
ابوالمعالی عبدالملک بن عبدالله بن یوسف جوینی

ابوالمعالی عبدالملک بن عبدالله بن یوسف جوینی مشهور به امام الحرمین جوینی متکلم، دانشمند و فقیه ایرانی و مسلمان شافعی مذهب، از مدرسین معروف نظامیه نیشابور بود. او شاگردانی بسیاری را آموزش داد و به دلیل چند سال اقامت و بحث و تدریس در مکه و مدینه، «امام الحرمین» لقب گرفت.
او در در ۱۸ محرم ۴۱۹ هجری قمری در آزادوار مرکز ولایت جوین خراسان دیده به جهان گشود.
پدر وی رکن الاسلام ابومحمد جوینی و عمویش علی بن یوسف جوینی هر دو از علما و فقهای بزرگ دوران خود بودند.
امام‌الحرمین در کودکی در محضر پدرش یادگیری فقه را آغاز کرد تا آنجا که تمامی تألیفات او را بازبینی کرد و بر تحقیقات پدرش افزود. بیست ساله بود که پدرش از دنیا رفت و او بر کرسی تدریس پدر نشست. او از ابوالقاسم اسکافی اسفراینی در مدرسه بیهقی علم اصول آموخت و از ابونعیم اصفهانی کسب فیض نمود و اجازه دریافت کرد.
از اطرافیان وی نقل شده که او در هنگام مرگ و احتضار گفته‌است که: " می‌میرم و نمی‌دانم به چه چیز باور دارم. ای کاش مثل پیرزنان نیشابور می‌مردم که دست کم می‌دانند که به چه چیزی باور دارند. من هر حرفی را و هر اصلی را ده دلیل علیه آن و ده دلیل له آن دارم و در این میان نمی‌دانم حق کدام است و باطل کدام. "

## نام و نسب
| نام      | کنیه       | نام پدر | کنیه پدر | جد/پدربزرگ | شهرت         | لقب       |
| -------- | ---------- | ------- | -------- | ---------- | ------------ | --------- |
| عبدالملک | ابوالمعالی | عبدالله | ابومحمد  | یوسف       | امام الحرمین | ضیاءالدین |

## آثار و نوشته‌ها
- الارشاد در اصول دین
- الاسالیب فی الخلاف الغیابی
- البرهان، در اصول فقه
- الشامل، در اصول دین
- العقیدهٔ النظامیهٔ یا الرسالهٔ النظامیهٔ
- الورقات، در اصول فقه
- تلخیص التقریب
- غیاث المم، در امامت
- غُنیهٔ المسترشدین، در خلاف
- مغیث الخلق فی اختیار الاحق، در اصول
- نهایهٔ المطلب فی درایهٔ المذهب، در فقه شافعی، ۱۲ مجلد
- فرائد المسمطین

به هر حال آنچه از آثار کلامی بر جای مانده از جوینی بر می‌آید این است که وی کاملاً به دیدگاه‌های معروف اشعری پایبند بوده و در دفاع از آنها می‌کوشیده‌است. با این همه، گاه او را _ همچون باقلانی _ دارای دیدگاه‌هایی دانسته‌اند که نشان از رأی او دارد.